# Архангельский сельский округ (Северо-Казахстанская область)
(каз. Архангел ауылдық округі) — административная единица в составе Кызылжарского района Северо-Казахстанской области Казахстана. Административный центр — село Архангельское. Аким сельского округа — Рыбакова Ирина Станиславовна.
Население — 1918 человек (2009, 2358 в 1999, 2296 в 1989).

## Образование
В сельском округе работают 2 средние школы с обучением на русском и казахском языках, центр поддержки детей, находящихся в трудной жизненной ситуации. При школах работают площадки летнего отдыха детей, спортивные секции по вольной борьбе, волейболу для взрослого населения, настольному теннису. Имеется мини-футбольное поле, спортивно-игровая детская площадка, баскетбольная площадка, хоккейные коробки. В Новокаменской средней школе имеется тренажерный зал.

## Экономика
Главным фактором развития экономики сельского округа является развитие сельскохозяйственного производства. На территории сельского округа функционирует 7 товариществ с ограниченной ответственностью, 3 фермерских хозяйства, 32 крестьянских хозяйства.
В сельском округе действуют 16 субъектов малого предпринимательства, из них в торговле — 8 индивидуальных предпринимателей, в животноводстве — 8 предпринимателей.
Действует 8 магазинов, 1 ГАЗС, работает пекарня и парикмахерская. Для обеспечения населения питьевой водой используются подземные скважины, колодцы. Функционируют сотовая связь «Beeline», «Activ», «Теле2». В сельском округе имеется клуб, библиотека, 2 фельдшерско-акушерских пункта.

## Состав
В состав сельского округа была присоединена территория ликвидированного Новокаменского сельского совета (село Новокаменка).
В состав округа входят такие населенные пункты:
| Населенный пункт    | Население, человек (1989) | Население, человек (1999) | Население, человек (2009) |
| ------------------- | ------------------------- | ------------------------- | ------------------------- |
| Архангельское, село | 1378                      | 1364                      | 936                       |
| Новокаменка, село   | 918                       | 994                       | 982                       |